# Luigi Narduzzi
Luigi Narduzzi (Venecia, 3 de junio de 1932-Venecia, 20 de diciembre de 1970) fue un deportista italiano que compitió en esgrima, especialista en la modalidad de sable. Ganó una medalla de plata en el Campeonato Mundial de Esgrima de 1955, en la prueba por equipos.

## Palmarés internacional
| Campeonato Mundial | Campeonato Mundial | Campeonato Mundial | Campeonato Mundial |
| Año                | Lugar              | Medalla            | Prueba             |
| ------------------ | ------------------ | ------------------ | ------------------ |
| 1955               | Roma (Italia)      | Medalla de plata   | Sable por equipos  |